# Uganda az 1980. évi nyári olimpiai játékokon
Uganda a szovjetunióbeli Moszkvában megrendezett 1980. évi nyári olimpiai játékok egyik részt vevő nemzete volt. Uganda az 1976. évi nyári olimpiai játékok bojkottja után tért vissza az olimpiai játékokra. Az országot az olimpián 2 sportágban 13 sportoló képviselte, akik összesen 1 érmet szereztek.

## Érmesek
| Érem  | Versenyző   | Sportág   | Versenyszám |
| ----- | ----------- | --------- | ----------- |
| Ezüst | John Mugabi | Ökölvívás | Váltósúly   |

## Atlétika
Férfi
| Versenyző                                            | Versenyszám     | Előfutam | Előfutam | Előfutam | Negyeddöntő | Negyeddöntő | Negyeddöntő | Elődöntő | Elődöntő | Elődöntő | Döntő   | Döntő    |
| Versenyző                                            | Versenyszám     | Idő      | Hely.    | Össz.    | Idő         | Hely.       | Össz.       | Idő      | Hely.    | Össz.    | Idő     | Helyezés |
| ---------------------------------------------------- | --------------- | -------- | -------- | -------- | ----------- | ----------- | ----------- | -------- | -------- | -------- | ------- | -------- |
| Silver Ayoo                                          | 400 m           | 47,78    | 3.       | 30.      | 47,03       | 5.          | 25.         | kiesett  | kiesett  | kiesett  | kiesett | kiesett  |
| Charles Dramiga                                      | 400 m           | 48,69    | 5.       | 37.      | kiesett     | kiesett     | kiesett     | kiesett  | kiesett  | kiesett  | kiesett | kiesett  |
| John Akii-Bua                                        | 400 m gát       | 50,87    | 5.       | 14.      |             |             |             | 51,10    | 7.       | 13.      | kiesett | kiesett  |
| Pius Olowo Charles Dramiga John Akii-Bua Silver Ayoo | 4 × 400 m váltó | 3:07,0   | 5.       | 13.      |             |             |             |          |          |          | kiesett | kiesett  |

| Versenyző         | Versenyszám   | Selejtező             | Selejtező             | Döntő    | Döntő    |
| Versenyző         | Versenyszám   | Eredmény              | Helyezés              | Eredmény | Helyezés |
| ----------------- | ------------- | --------------------- | --------------------- | -------- | -------- |
| Fidelis Ndyabagye | Távolugrás    | érvényes dobás nélkül | érvényes dobás nélkül | kiesett  | kiesett  |
| Justin Arop       | Gerelyhajítás | 82,68 m               | 8.                    | 77,34 m  | 12.      |

## Ökölvívás
| Versenyző       | Versenyszám   | Selejtező         | 32-es főtábla                 | Nyolcaddöntő                   | Negyeddöntő                 | Elődöntő                       | Döntő                     | Helyezés |
| Versenyző       | Versenyszám   | Ellenfél Eredmény | Ellenfél Eredmény             | Ellenfél Eredmény              | Ellenfél Eredmény           | Ellenfél Eredmény              | Ellenfél Eredmény         | Helyezés |
| --------------- | ------------- | ----------------- | ----------------------------- | ------------------------------ | --------------------------- | ------------------------------ | ------------------------- | -------- |
| Charles Lubulwa | Papírsúly     |                   | erőnyerő                      | Gedó György (HUN) · RSC        | kiesett                     | kiesett                        | kiesett                   | 9.       |
| John Siryakibbe | Harmatsúly    | erőnyerő          | Alekszandar Radev (BUL) · RSC | Ali Ben Maghenia (FRA) · 5:0   | José Piñango (VEN) · KO     | kiesett                        | kiesett                   | 5.       |
| Geofrey Nyeko   | Könnyűsúly    |                   | erőnyerő                      | Richard Nowakowski (GDR) · RSC | kiesett                     | kiesett                        | kiesett                   | 9.       |
| John Munduga    | Kisváltósúly  |                   | Nelson Rodríguez (VEN) · 4:1  | Farouk Chanchoun (IRQ) · KO    | kiesett                     | kiesett                        | kiesett                   | 9.       |
| John Mugabi     | Váltósúly     |                   | Georges Koffi (CGO) · KO      | Paul Rasamimanana (MAD) · KO   | Mehmet Bogujevci (YUG) · KO | Kazimierz Szczerba (POL) · 3:2 | Andrés Aldama (CUB) · 1:4 |          |
| George Kabuto   | Nagyváltósúly |                   | Seifu Retta (ETH) · 5:0       | Armando Martínez (CUB) · KO    | kiesett                     | kiesett                        | kiesett                   | 9.       |
| Peter Odhiambo  | Középsúly     |                   | erőnyerő                      | John Martins (NGR) · KO        | Jerzy Rybicki (POL) · 0:5   | kiesett                        | kiesett                   | 5.       |

RSC – a mérkőzésvezető megállította a mérkőzést